# Třebětín
Třebětín település Csehországban, a Kutná Hora-i járásban. Třebětín Bohdaneč, Bělá, Číhošť, Petrovice I, Červené Janovice, Dobrovítov és Bludov településekkel határos. Lakosainak száma 114 fő (2024. január 1.).

## Népesség
A település lakosságának változását az alábbi diagram mutatja:
| Lakosok száma | 643  | 538  | 457  | 295  | 198  | 131  | 102  | 101  | 115  | 114  |
|               | 1869 | 1890 | 1921 | 1950 | 1980 | 2001 | 2017 | 2019 | 2022 | 2024 |